# Letnie Grand Prix w skokach narciarskich 1994
Letnie Grand Prix w skokach narciarskich 1994 – 1. edycja Letniego Grand Prix, która rozpoczęła się 28 sierpnia 1994 roku w Hinterzarten, a zakończyła 5 września 1994 w Stams. Rozegrano 4 konkursy – 3 indywidualne oraz 1 drużynowy.

## Zwycięzcy

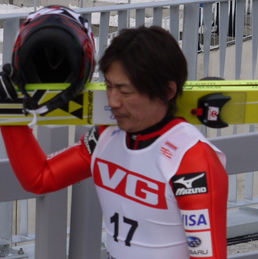
Takanobu Okabe, zwycięzca Letniego Grand Prix 1994

## Kalendarz i wyniki
| Lp.                                           | Data                                          | Miejscowość                                   | Punkt K                                       | Uwagi                                         | 1. miejsce                                              | 2. miejsce                                                      | 3. miejsce                                                  |
| --------------------------------------------- | --------------------------------------------- | --------------------------------------------- | --------------------------------------------- | --------------------------------------------- | ------------------------------------------------------- | --------------------------------------------------------------- | ----------------------------------------------------------- |
| 1.                                            | 28 sierpnia 1994                              | Hinterzarten                                  | K-90                                          | druż.                                         | Japonia 1. Hiroya Saitō 2. Kenji Suda 3. Takanobu Okabe | Finlandia 1. Jani Soininen 2. Janne Ahonen 3. Ari-Pekka Nikkola | Niemcy 1. Christof Duffner 2. Dieter Thoma 3. Jens Weißflog |
| 2.                                            | 28 sierpnia 1994                              | Hinterzarten                                  | K-90                                          | –                                             | Takanobu Okabe                                          | Nicolas Dessum                                                  | Jens Weißflog                                               |
| 3.                                            | 1 września 1994                               | Predazzo                                      | K-90                                          | –                                             | Takanobu Okabe                                          | Andreas Goldberger                                              | Ari-Pekka Nikkola                                           |
| 4.                                            | 5 września 1994                               | Stams                                         | K-105                                         | –                                             | Takanobu Okabe                                          | Roberto Cecon                                                   | Ari-Pekka Nikkola                                           |
| Letnie Grand Prix 1994 – klasyfikacja końcowa | Letnie Grand Prix 1994 – klasyfikacja końcowa | Letnie Grand Prix 1994 – klasyfikacja końcowa | Letnie Grand Prix 1994 – klasyfikacja końcowa | Letnie Grand Prix 1994 – klasyfikacja końcowa | Takanobu Okabe                                          | Ari-Pekka Nikkola                                               | Andreas Goldberger                                          |

## Statystyki indywidualne
| Andreas Beck                                                                                   | 36 | –  | 40 |
| Andreas Goldberger                                                                             | 6  | 2  | 7  |
| Adolf Grugger                                                                                  | –  | –  | 29 |
| Stefan Horngacher                                                                              | 21 | q  | 43 |
| Martin Höllwarth                                                                               | q  | 10 | 21 |
| Klaus Huber                                                                                    | –  | –  | 19 |
| Ingemar Mayr                                                                                   | –  | –  | 42 |
| Christian Moser                                                                                | 17 | 16 | 13 |
| Robert Moser                                                                                   | –  | –  | 25 |
| Werner Rathmayr                                                                                | q  | 48 | q  |
| Christian Reinthaler                                                                           | –  | –  | q  |
| Christian Samitz                                                                               | –  | –  | q  |
| Gerhard Schallert                                                                              | q  | –  | 47 |
| Reinhard Schwarzenberger                                                                       | –  | –  | 22 |
| Werner Schuster                                                                                | 14 | 29 | 19 |
| Robert Stadelmann                                                                              | –  | –  | q  |
| Mario Stecher                                                                                  | –  | –  | 50 |
| Matthias Wallner                                                                               | 31 | –  | q  |
| Andreas Widhölzl                                                                               | –  | –  | 45 |
| Czechy                                                                                         |    |    |    |
| Ladislav Dluhoš                                                                                | 29 | 50 | q  |
| Jaroslav Kahánek                                                                               | 35 | 9  | 8  |
| Zbyněk Krompolc                                                                                | q  | 44 | q  |
| Jiří Parma                                                                                     | 5  | 11 | 4  |
| Jaroslav Sakala                                                                                | 7  | 12 | 14 |
| Jakub Sucháček                                                                                 | q  | q  | q  |
| Finlandia                                                                                      |    |    |    |
| Janne Ahonen                                                                                   | 10 | 7  | 31 |
| Risto Jussilainen                                                                              | q  | 35 | q  |
| Tero Koponen                                                                                   | 41 | 32 | 30 |
| Toni Nieminen                                                                                  | q  | 34 | q  |
| Ari-Pekka Nikkola                                                                              | 4  | 3  | 3  |
| Jani Soininen                                                                                  | 11 | 40 | 10 |
| Raimo Ylipulli                                                                                 | q  | q  | q  |
| Francja                                                                                        |    |    |    |
| Lucas Chevalier-Girod                                                                          | 40 | –  | –  |
| Anthony Delaup                                                                                 | q  | –  | –  |
| Steve Delaup                                                                                   | 30 | 29 | 38 |
| Nicolas Dessum                                                                                 | 2  | 14 | 32 |
| Jérôme Gay                                                                                     | –  | 45 | q  |
| Ruddy Jardiné                                                                                  | –  | 42 | q  |
| Nicolas Jean-Prost                                                                             | 25 | 22 | –  |
| Didier Mollard                                                                                 | 32 | 31 | 36 |
| Japonia                                                                                        |    |    |    |
| Masahiko Harada                                                                                | 44 | 41 | q  |
| Noriaki Kasai                                                                                  | 43 | 23 | 25 |
| Jin’ya Nishikata                                                                               | 27 | 8  | 37 |
| Takanobu Okabe                                                                                 | 1  | 1  | 1  |
| Hiroya Saitō                                                                                   | 19 | 27 | 16 |
| Kenji Suda                                                                                     | 13 | 5  | 23 |
| Kanada                                                                                         |    |    |    |
| Jeremy Blackburn                                                                               | q  | –  | q  |
| Jonathan Frip                                                                                  | q  | –  | q  |
| Jason Myslicki                                                                                 | q  | –  | q  |
| Kazachstan                                                                                     |    |    |    |
| Aleksandr Kołmakow                                                                             | q  | –  | –  |
| Aleksandr Korobow                                                                              | q  | –  | q  |
| Andriej Wierwiejkin                                                                            | q  | –  | q  |
| Niemcy                                                                                         |    |    |    |
| Christof Duffner                                                                               | 15 | 47 | 28 |
| Ralf Gebstedt                                                                                  | 38 | 15 | 12 |
| Marco Gohlke                                                                                   | 46 | –  | –  |
| Sven Hannawald                                                                                 | q  | 36 | 48 |
| Alexander Herr                                                                                 | 18 | 25 | 5  |
| Ronny Hornschuh                                                                                | q  | –  | –  |
| Hansjörg Jäkle                                                                                 | 23 | q  | 43 |
| Rico Meinel                                                                                    | 20 | 13 | 6  |
| Marc Nölke                                                                                     | 32 | –  | –  |
| Frank Reichel                                                                                  | q  | –  | –  |
| Christian Sappl                                                                                | q  | –  | –  |
| Andreas Scherer                                                                                | q  | –  | –  |
| Martin Schmitt                                                                                 | 49 | –  | –  |
| Michael Schreiber                                                                              | 39 | –  | –  |
| Steffen Siebert                                                                                | 47 | –  | –  |
| Gerd Siegmund                                                                                  | 28 | 17 | 15 |
| Dieter Thoma                                                                                   | 12 | 18 | 35 |
| Jens Weißflog                                                                                  | 3  | 5  | 11 |
| Mathias Witter                                                                                 | q  | –  | –  |
| Norwegia                                                                                       |    |    |    |
| Øyvind Berg                                                                                    | q  | q  | q  |
| Espen Bredesen                                                                                 | 48 | 49 | 9  |
| Frode Håre                                                                                     | q  | q  | q  |
| Bengt Heiestad                                                                                 | q  | q  | q  |
| Tommy Ingebrigtsen                                                                             | q  | q  | q  |
| Roar Ljøkelsøy                                                                                 | q  | q  | q  |
| Bjørn Myrbakken                                                                                | q  | q  | q  |
| Lasse Ottesen                                                                                  | 9  | 20 | 27 |
| Polska                                                                                         |    |    |    |
| Wojciech Skupień                                                                               | q  | q  | q  |
| Słowacja                                                                                       |    |    |    |
| Marián Bielčík                                                                                 | q  | 38 | q  |
| Vladimír Čunderlík                                                                             | –  | –  | q  |
| Martin Mesík                                                                                   | –  | –  | q  |
| Vladimír Roško                                                                                 | q  | q  | q  |
| Słowenia                                                                                       |    |    |    |
| Samo Gostiša                                                                                   | 23 | 37 | 41 |
| Dejan Jekovec                                                                                  | 28 | 24 | 17 |
| Matjaž Kladnik                                                                                 | –  | q  | –  |
| Robert Meglič                                                                                  | 34 | –  | q  |
| Franci Petek                                                                                   | 42 | 33 | 18 |
| Stany Zjednoczone                                                                              |    |    |    |
| Robert Holme                                                                                   | q  | q  | q  |
| Ted Langlois                                                                                   | 21 | 38 | 46 |
| Szwajcaria                                                                                     |    |    |    |
| Sylvain Freiholz                                                                               | 9  | 26 | 39 |
| Andreas Küttel                                                                                 | q  | 18 | 34 |
| Bruno Reuteler                                                                                 | 16 | 20 | 33 |
| Stefan Zünd                                                                                    | 45 | 24 | q  |
| Włochy                                                                                         |    |    |    |
| Paolo Bernardi                                                                                 | –  | q  | –  |
| Andrea Bezzi                                                                                   | –  | q  | –  |
| Andrea Cecon                                                                                   | –  | q  | –  |
| Roberto Cecon                                                                                  | 37 | 4  | 2  |
| Einar Damolin                                                                                  | –  | q  | –  |
| Andrea Longhini                                                                                | –  | q  | –  |
| Andrea Longo                                                                                   | –  | q  | –  |
| Ivan Lunardi                                                                                   | q  | 46 | 49 |
| Virginio Lunardi                                                                               | –  | q  | q  |
| Ivo Pertile                                                                                    | q  | 43 | q  |
| Simone Pinzani                                                                                 | –  | q  | –  |
| Massimo Vellar                                                                                 | q  | q  | –  |
| Legenda                                                                                        |    |    |    |
| 1-3 4-30 poniżej 30 q – zawodnik nie zakwalifikował się – – Zawodnik nie zgłoszony do konkursu |    |    |    |

## Klasyfikacja końcowa 1994
Zwycięzcą Letniego Grand Prix został Takanobu Okabe. Wystąpił on w trzech konkursach i w każdym z nich okazał się najlepszy.
| Miejsce | Zawodnik           | Punkty |
| ------- | ------------------ | ------ |
| 1.      | Takanobu Okabe     | 746,5  |
| 2.      | Ari-Pekka Nikkola  | 693,9  |
| 3.      | Andreas Goldberger | 668,3  |
| 4.      | Jiří Parma         | 666,7  |
| 5.      | Jens Weißflog      | 656,6  |
| 6.      | Rico Meinel        | 625,0  |
| 7.      | Jaroslav Sakala    | 624,0  |
| 8.      | Alexander Herr     | 615,5  |
| 9.      | Nicolas Dessum     | 614,2  |
| 10.     | Kenji Suda         | 610,3  |
| ...     |                    |        |